# Скакалецова овесарка
Скакалецова овесарка (Ammodramus savannarum) е вид птица от семейство Овесаркови (Emberizidae).

## Разпространение
Видът е разпространен в Бахамските острови, Белиз, Гватемала, Доминиканската република, Еквадор, Канада, Кайманови острови, Колумбия, Коста Рика, Куба, Мексико, Никарагуа, Панама, Пуерто Рико, Салвадор, САЩ, Търкс и Кайкос, Хаити, Хондурас и Ямайка.